# Hydropsyche occulta
Hydropsyche occulta is een schietmot uit de familie Hydropsychidae. De wetenschappelijke naam van de soort is als Hydrobiosis occulta voor het eerst geldig gepubliceerd in 1910 door Hare.
De soort komt voor in het Australaziatisch gebied.